# Hypericum lydium
Hypericum lydium är en johannesörtsväxtart som beskrevs av Pierre Edmond Boissier. Hypericum lydium ingår i släktet johannesörter, och familjen johannesörtsväxter. Inga underarter finns listade i Catalogue of Life.